# Suicide & Redemption
„Suicide & Redemption” – utwór zespołu Metallica z albumu Death Magnetic. Został napisany przez całą grupę, podobnie jak albumu. W tej kompozycji najwięcej partii solowych gra James Hetfield, a nie Kirk Hammett. Jest jeden z najdłuższych utworów instrumentalnych zespołu, wraz z „To Live is To Die” z albumu …And Justice for All (1988). Zespół nagrał dwie wersje utworu: oryginalną (albumową), gdzie gitary, bas i perkusja zaczynają razem kompozycję oraz nieoficjalną, którą otwiera nieco dłuższy riff gitary basowej.
Utwór został na żywo wykonany dotychczas tylko dwa razy, podczas koncertu w Kopenhadze promującego trasę Death Magnetic World Tour, a także na koncercie w rodzinnym mieście zespołu - San Francisco, który miał miejsce w 2011 roku (był to koncert z okazji 30-lecia formacji). W czasie jego wykonywania Robert Trujillo zaczynał grę nieco dłuższym riffem gitary basowej, a Kirk Hammett i James Hetfield grali razem pierwszą partię solową, w oryginale graną wyłącznie przez Hetfielda.

## Twórcy
- James Hetfield - gitara
- Kirk Hammett - gitara
- Lars Ulrich - perkusja
- Robert Trujillo - gitara basowa